# Katharina Schmidt (Schauspielerin)
Katharina Schmidt (* 1982 in Alma Ata, Sowjetunion) ist eine deutsche Schauspielerin.

## Leben
Sie wuchs in Hamburg auf. Ihre Ausbildung absolvierte sie von 2002 bis 2006 an der Hochschule für Musik und Theater „Felix Mendelssohn Bartholdy“ Leipzig in Leipzig und am Studio Chemnitz des Theaters Chemnitz.
Sie hatte Fest- und Gastengagements am Staatstheater Stuttgart, am Theater Basel, am Theater Freiburg, am Deutschen Schauspielhaus in Hamburg, am Residenztheater München und am Düsseldorfer Schauspielhaus.
Ihre Theaterrollen umfassten bislang u. a. am Theater Basel die Luise Millerin in Friedrich Schillers „Kabale und Liebe“ in der Regie von Caro Thum, die Maria in Ödön von Horváths „Glaube Liebe Hoffnung“ in der Regie von Hans Hollmann, die Abigail Williams in Arthur Millers „Hexenjagd“ in der Regie von Florentine Klepper, und das Orakel in Tim Staffels „Next Level Parzival“ unter der Regie von Sebastian Nübling, am Deutschen Schauspielhaus in Hamburg die Hilde Wangel in Henrik Ibsens „Baumeister Solneß“ unter der Regie von Martin Kušej, eine Altenheimbewohnerin in B. S. Johnsons „Silly Old Fools“ in der Regie Marc von Hennigs, und mehrere Rollen in Roland Schimmelpfennigs „Der goldene Drache“ in der Regie von Klaus Schumacher, am Residenztheater München die Elfi in der Uraufführung von Franz Xaver Kroetz’ „Du hast gewackelt. Requiem für ein liebes Kind“ in der Regie von Anne Lenk, die Pauline Piperkarcka in Gerhart Hauptmanns „Die Weber“ in der Regie von Yannis Houvardas und die Barbara in der deutschen Erstaufführung von Dennis Kellys „Die Götter weinen“ in der Regie von Dušan David Pařízek sowie am Düsseldorfer Schauspielhaus in einer Koproduktion mit den Salzburger Festspielen die Grete in Ernst Tollers „Hinkemann“ in einer Inszenierung von Miloš Lolić.
Außerdem widmete sie sich dem Tanztheater in der PVC Tanz Freiburg Heidelberg am Theater Freiburg und gehört der Theatergruppe Candlelight Dynamite an, mit der sie 2013 in der Studiobühne Köln in dem Stück Das letzte Einhorn unter der Regie von Cornelia Schäfer auftrat.
Neben ihrer Theaterarbeit wirkte sie in Nebenrollen in Fernsehserien wie Wilsberg (2008), Der Staatsanwalt (2012) und Unter Verdacht (2014) sowie im Kurzfilm „Bumpy Night“ (2012) mit.
Für ihre Darstellung der Annabella in Sascha Hawemanns Inszenierung von John Fords „Schade, dass sie eine Hure war“ am Studio Chemnitz wurde ihr 2005 gemeinsam mit Till Wonka der Paarpreis beim Theatertreffen deutschsprachiger Schauspielstudierender in Frankfurt verliehen.

## Filmographie (Auswahl)
- 2006: Tatort – Pechmarie (Fernsehreihe)
- 2008: Wilsberg – Interne Affären (Fernsehserie)
- 2011: Ein Fall für zwei – Schicksal (Fernsehserie)
- 2012: Der Staatsanwalt – Tödlicher Pakt (Fernsehserie)
- 2014: Unter Verdacht – Mutterseelenallein (Fernsehreihe)
- 2014: SOKO 5113 – Tanz auf dem Vulkan (Fernsehserie)
- 2016: SOKO Leipzig – Beste Freundin (Fernsehserie)
- 2017: Der Alte – Folge 404: Kein Entrinnen